# غونار غريف
غونار غريف بيترسون (Gunnar Greve Peterson) أو اختصارًا غونار غريف (Gunnar Grave)  من مواليد 9 مارس 1982. هو مكتشف مواهب ومغني وكاتب أغاني ومنتج نرويجي يرجع له الفضل في اكتشاف الدي جي النرويجي ألان واكر (Alan walker).

## روابط خارجية
- غونار غريف على موقع IMDb (الإنجليزية)
- غونار غريف على موقع ميوزك برينز (الإنجليزية)
- غونار غريف على موقع ديسكوغز (الإنجليزية)
- غونار غريف على موقع ديسكوغز (الإنجليزية)
- غونار غريف على موقع ديسكوغز (الإنجليزية)